# Гусяче перо

Гусяче перо — перо гусака, яке використовували як письмовий інструмент протягом VII—XIX століть, до винаходу металевого пера. В сучасній культурі є неоголошеним символом літературної творчості та поезії.

## Причина використання
Гусяче перо, на відміну від пір'я інших поширених птахів (найчастіше домашніх), являє собою товстий порожнистий стрижень, що має об'ємну пористу основу, тому перо «чіпке», тобто його зручно тримати в руці при написанні літер. При похилому зрізі кінчика пера ножем оголюється пориста серцевина, яка добре вбирає чорнило, що дозволяє рідше занурювати кінчик пера в чорнильницю. Помірно м'який кінчик пера добре зберігає свою форму при письмі, тим самим виключаючи необхідність частої заточки.
Однак крім гусячих пір'їн при письмі могли використовувати та пір'я інших птахів з жорстким пір'ям, а саме ворони, павича, індика, глухаря або лебедя.

## Історія
Поява гусячого пера вперше зафіксована близько 600 року нашої ери в Севільї. Причинами появи настільки загальнодоступного інструменту для письма було здешевлення і поширення спершу пергаменту, а згодом і паперу. При використанні пера поступово змінився і стиль письма, воно зробилося прописним і похилим, з'явилися малі літери (до цього при написанні використовувалися тільки великі), а згодом різноманітні курсиви і рукописні шрифти, що з'явилися саме завдяки гусячому перу.
Після того, як в 1803 році було запатентовано металеве перо для ручки, гусяче перо починає поступово здавати свої позиції та, до кінця XIX століття ручки з металевим пером повністю витіснили гусячі пера, що були недовговічними і вимагали частої заміни. Таким чином, людство користувалося цим інструментом для письма упродовж 1200 років.

## Зачищення пера
Для письма
Загострювання кінчика пера спеціальним ножем називається зачищенням (або заточенням, загостренням).
Перед зачищенням перо необхідно було піддати попереднім підготовчим операціям:
- з пера обрізалася частина борідки для того, щоб писарю було зручніше братися за стрижень;
- перо виварювалося в лугу для знежирення. Час варіння становив не менше за 10-15 хвилин;
- виварене і висушене перо обпалюють і гартують в гарячому піску з температурою не більше 60-65 ° С, після чого кінчик пера був готовий до зачищення.